# Værneret
Værneret er et begreb, der dækker over retten til at komme ind til militæret eller beredskabsstyrelsen. Det er opstået, da det i dag ikke kun er mænd, der kan aftjene værnepligt, men også kvinderne har fået muligheden, som en almindelig borgerrettighed.